# Strada principale 9
La strada principale 9 è una strada principale della Svizzera. È un asse nord-sud e collega Vallorbe a Gondo tra i cantoni Vaud e Vallese.